# Эммертон, Кори
Кори Эммертон (англ. Cory Emmerton; 1 июня 1988, Сент-Томас, Онтарио, Канада) — канадский хоккеист, центральный нападающий клуба «Сибирь», выступающего в КХЛ.

## Игровая карьера
Команда «Кингстон Фронтенакс» из Хоккейной лиги Онтарио задрафтовывает  Эммертона под общим 89-м номером в 5 раунде на драфте 2004 года. Кори присоединяется к своей новой команде в межсезонье на сборах в тренировочном лагере. В сезоне 2004-05 дебютирует в составе «Кингстон Фронтенакс», проведя на льду 58 матчей, в которых забросил 17 шайб и 21 раз результативно ассистировал.
В сезоне 2005-06 Эммертон помогает «Кингстон Фронтенакс» попасть в плей-офф, заработав в 66 матчах 90 очков. Однако добиться большого успеха команда из Кингстона не смогла, проиграв в первом раунде, сопернику в 6 матчах. Эммертон сыграл во всех матчах плей-офф и забросил в 6 встречах 2 шайбы. На драфте в 2006 году Кори был выбран во 2 раунде под общим 41-м номером клубом «Детройт Ред Уингз».
Из-за травм в сезоне 2006-07 сыграл за «Кингстон Фронтенакс» всего 40 игр, но это не помешало молодому хоккеисту записать на свой счёт 66 очков. «Фронтенакс» вновь попали в плей-офф, однако как и год назад проиграли в первом раунде, несмотря на то что Эммертон стал лучшим в своей команде и в 5 матчах забросил 5 шайб и 2 раза результативно ассистировал.
В сезоне 2007-08 Кори стал капитаном своей команды. Однако после неудачного старта «Кингстон Фронтенакс» в регулярном сезоне и из-за возникших разногласий в команде, Эммертон в декабре 2007 года, был обменян в «Брамптон Батталион». На момент обмена в активе Кори было 31 очко в 24 проведённых встречах. В своей первой же игре за «Брамптон Батталион» Эммертон забрасывает шайбу и отдаёт 2 результативные передачи. В общей сложности в сезоне 2007-08 Эммертон сыграл за «Брамптон Батталион» 30 матчей в которых заработал 30 очков.
4 июня 2007 года Кори подписывает контракт новичка с «Детройт Ред Уингз» сроком на 3 года, и начинает играть за фарм-клуб «Детройта» - «Гранд-Рапидс Гриффинс».
В НХЛ Эммертон дебютировал в сезоне 2010-11 22 января 2011 года в матче против «Чикаго Блэкхокс». В своей первой же игре за «Ред Уингз» забросил шайбу в ворота Кори Кроуфорда.
Сезон 2011-12 полностью отыграл в составе «Красных Крыльев» и в 71 матче записал на свой счёт 10 очков, став новичком года по версии болельщиков команды.
Во время локаута в НХЛ в сезоне 2012-13 одну игру провёл в составе команды «СайПа» из финской СМ-Лиги.
23 мая 2014 года Кори Эммертон подписал контракт сроком на 1 год с командой «Сочинские Леопарды», которая начнёт выступление в Континентальной хоккейной лиге, начиная с сезона 2014-15.

## Международные выступления
Эммертон играл в составе сборной Канады на Юниорском чемпионате мира 2006 на котором канадцы заняли итоговое 4-е место, а сам Кори записал в свой актив 2 шайбы в 7 сыгранных встречах.

## Статистика

### Регулярный сезон и плей-офф
| 2003–04   | Элгин-Майддлисекс Чифс | MHAO      | 39  | 35 | 30 | 65 | 26 | —  | — | — | — | — |
| 2004–05   | Кингстон Фронтенакс    | ОХЛ       | 58  | 17 | 21 | 38 | 8  | —  | — | — | — | — |
| 2005–06   | Кингстон Фронтенакс    | ОХЛ       | 66  | 26 | 64 | 90 | 32 | 6  | 2 | 0 | 2 | 6 |
| 2006–07   | Кингстон Фронтенакс    | ОХЛ       | 40  | 29 | 37 | 66 | 22 | 5  | 5 | 2 | 7 | 2 |
| 2007–08   | Кингстон Фронтенакс    | ОХЛ       | 24  | 13 | 18 | 31 | 6  | —  | — | — | — | — |
| 2007–08   | Брамптон Батталион     | ОХЛ       | 30  | 12 | 18 | 30 | 10 | 5  | 0 | 2 | 2 | 2 |
| 2007–08   | Гранд-Рапидс Гриффинс  | АХЛ       | 7   | 0  | 1  | 1  | 0  | —  | — | — | — | — |
| 2008–09   | Гранд-Рапидс Гриффинс  | АХЛ       | 69  | 10 | 25 | 35 | 18 | 9  | 1 | 0 | 1 | 2 |
| 2009–10   | Гранд-Рапидс Гриффинс  | АХЛ       | 76  | 12 | 25 | 37 | 22 | —  | — | — | — | — |
| 2010–11   | Гранд-Рапидс Гриффинс  | АХЛ       | 65  | 12 | 26 | 38 | 26 | —  | — | — | — | — |
| 2010–11   | Детройт Ред Уингз      | НХЛ       | 2   | 1  | 0  | 1  | 0  | —  | — | — | — | — |
| 2011–12   | Детройт Ред Уингз      | НХЛ       | 71  | 6  | 4  | 10 | 14 | 5  | 1 | 0 | 1 | 2 |
| 2012–13   | СайПа                  | СМ-Лига   | 1   | 0  | 0  | 0  | 0  | —  | — | — | — | — |
| 2012–13   | Детройт Ред Уингз      | НХЛ       | 48  | 5  | 3  | 8  | 4  | 13 | 0 | 1 | 1 | 4 |
| 2013–14   | Гранд-Рапидс Гриффинс  | АХЛ       | 53  | 16 | 30 | 46 | 14 | —  | — | — | — | — |
| 2013–14   | Детройт Ред Уингз      | НХЛ       | 18  | 0  | 2  | 2  | 4  | —  | — | — | — | — |
| НХЛ всего | НХЛ всего              | НХЛ всего | 139 | 12 | 9  | 21 | 22 | 18 | 1 | 1 | 2 | 6 |

### Международные турниры
| Год       | Команда   | Турнир    | И | Г | П | О | Ш |
| --------- | --------- | --------- | - | - | - | - | - |
| 2006      | Канада    | ЮЧМ       | 7 | 1 | 1 | 2 | 2 |
| ЮЧМ всего | ЮЧМ всего | ЮЧМ всего | 7 | 1 | 1 | 2 | 2 |